# Диди-Хурвалети
Диди-Хурвалети (груз. დიდი ხურვალეთი) — село в Грузии, на территории Горийского муниципалитета края (мхаре) Шида-Картли.

## География
Село находится в центральной части Грузии, в пределах Тирифонской равнины, на расстоянии приблизительно 16 километров (по прямой) к северо-востоку от города Гори, административного центра муниципалитета. Абсолютная высота — 836 метров над уровнем моря.

## Население
По результатам официальной переписи населения 2014 года в Диди-Хурвалети проживало 352 человека (171 мужчина и 181 женщина). В национальной структуре населения грузины составляли 80,7 %, осетины — 19 %.
| Год  | Население, человек |
| ---- | ------------------ |
| 2002 | 379                |
| 2014 | ↘ 352              |